# Penneman

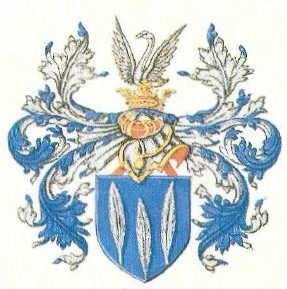

Penneman de Bosscheyde is een van de oudste Zuid-Nederlandse adellijke families afkomstig uit Gent, waar ze sinds meer dan zes eeuwen woont.

## Eerste geschiedkundige vermelding
In de Livres des Réconciliations van de jaren 1375 tot 1376, wordt het bestaan van de familie Penneman in Gent bevestigd. De tekst leest als volgt: 																																							
"Men sal geven over de doed ende den wancosten van Pietere, iacob Costers sone was XI pond grooten tornois etc. etc. den welken versoenen Pieter Penneman, Olivierssone, ende ihan Meeus Willem Seghers soens sone etc. etc. Voorts, voornoemden Pieter Penneman Olivierssone voerseyd, sal doen sine Pelgrimagie tsinte Pieters ende tsinte Pauwels ten hoeghen Roeme... ende ihan Meeus Willem Seghers soens sone vorseyd tonsen Vrouwen taveioen (N.-D. à Avignon) theen van maghen ende vrienden vanden doeden vorseyd, ende purren (aller) omme dese Pelgrimagie te doene tusschen nu ende Sente Marien Lichtmesse eerst commende ende van daeranne bringhen lettren van gheloeve naer costume etc. etc. Omme dwelke soendinc te vulcommene syn borghen ende etc. over al Meeus Willems Seghers sone, Pieter Willem Seghers sone, ihan Penneman, Olivier Penneman ende Pieter Penneman etc. Ultima septembris 1376."
De tekst handelt over een vergoeding die moet volbracht worden door de familie Penneman, wegens het veroorzaken van de dood van een van de familieleden van familie de Coster. Deze zaken zijn niet zeldzaam in de "Zoendinc-boucken". We lezen dat de eerste families die veroordeeld werden voor strafbare feiten, die kunnen kwijtschelden met een pelgrimstocht naar Rome, Avignon, Constantinopel of Jerusalem, of met het betalen van een geldsom. De aanwezigheid van familie Penneman in Gent, vanaf het midden van de 14e eeuw, is aldus onbetwistbaar.																						

## Adellijke bekroning
In de Belgische adel zijn er nog slechts 356 families die hun stamboom tot onder het ancien régime kunnen doen opklimmen. De aloude patriciërsfamilie Penneman de Bosscheyde is daar een van. Het grootste deel van de huidige adel (70%) betreft nieuwe adellijke gunsten en titels verleend onder het Belgische koninkrijk. De familie Penneman kan dus aanschouwd worden als een van de oudste adellijke families van België. Tijdens het ancien régime, in 1690, werd Pierre-François Penneman, heer van Aarschot, Mariakerke, Gavers, Vaernewyck, Vogelzang, Ryvisch etc. en griffier aan de Justitieraad bij de Raad van Vlaanderen, tot de adel verheven door de Habsburgs Spaanse koning Karel II, graaf van Vlaanderen. De origine van de familie is af te leiden uit hun dubbel wapenschild. Enerzijds voor de tak van de heren van Mariakerke, is dit een azuurblauw schild met een zilveren zwaan, zwemmend op een rivier. Dit is tevens het oorspronkelijke wapenschild van de familie. Anderzijds is er het schild met azuurblauwe achtergrond en drie zilveren veren, met daarboven een zilveren ridderhelm met een gouden bies. Dit is het schild die door de familie nog steeds wordt gedragen. 																																														
Hun stamboom toont aan dat de familie Penneman de Bosscheyde geallieerd is met de meest invloedrijke families van Vlaanderen uit die tijd. Nagenoemd alle mannelijke erfgenamen zetelden tijdens het feodaal stelsel in de Raad van Vlaanderen en waren Heren van verschillende Heerlijkheden. Het doorgeven van de adellijke titels werd hierbij verzekerd en bleven in de familie. Zo trouwde Marie-Anne Penneman, de dochter van voornoemde Pierre-François Penneman, geboren in 1643, met Albert-Ernest della Faille, heer van Landeghem. Haar kleindochter Charlotte della Faille, huwde met Gérard-Joseph de Kerckhove, heer van Etichorce, la Deuze, Vaux etc. Zij kregen een zoon, Emmanuel-Jean-Baudoin de Kerckhove, heer van Ouselghem, Gothem etc. die huwt met barones Constance-Antoinette de la Tour-Taxi, uit de Duitse adellijke familie van Italiaanse herkomst Thurn und Taxis, oprichters van het Europese postsysteem en gelijknamige site Tour & Taxis te Brussel.
Na de dood van koning Karel II in 1700 was de Spaanse tak van de Habsburgers met uitsterven bedreigd. De twist voor de troonopvolging tussen koning Louis XIV van Frankrijk en keizer Leopold I, leidde tot de Spaanse Successieoorlog. Bij de Vrede van Utrecht in 1713 wordt overeengekomen dat Filips V koning wordt van Spanje en hierbij afziet van Franse troon. De Zuidelijke Nederlanden gingen over naar Oostenrijkse tak van de Habsburgers onder keizer Karel VI, die daarmee afzag van Spaanse kroon. 
De Habsburgse keizer Jozef II van Oostenrijk, keizer van Heilig Roomse Rijk van 1765-1790, bevestigt Charles-François Penneman de Bosscheyde schepen van de Gentse Oudburg, de adellijke titel in 1790, voor zover als nodig. 	
In 1795 wordt de Bataafse Republiek ingesteld. Bij het Verdrag van Campo Formio in 1797 worden de Zuidelijke Nederlanden geannexeerd bij Frankrijk. Dit was ineens het einde van het ancien régime, waarbij door de Fransen de adel werd afgeschaft. In 1816, gaf Willem I, koning van het Verenigd Koninkrijk der Nederlanden, de adellijke titels terug aan de vroegere edellieden, waaronder aan Ambroise-Joseph Penneman de Bosscheyde.										

## Kastelen
Philippe-François-Louis Penneman de Bosscheyde (1705-1769), griffier bij de Raad van Vlaanderen, was eigenaar van het Kasteel van Mariakerke. Dit kasteel werd echter afgebroken en vervangen door Kasteel Claeys-Bouart. Het wapenschild van de familie Penneman de Bosscheyde is echter nog terug te vinden op het weiland "De Groene Staak" langs de route naar Wondelgem. In een steenblok in stijl Louis XV staat het wapenschild van de familie Penneman en van Havre, de echtgenote van Philippe-François-Louis.								
Advocaat in burgerlijk recht Brunon-Bernard-Emmanuel Penneman de Bosscheyde (1761-1832), was eigenaar van het Losfeld Kasteel in Aalter, gelegen aan de Lotenhullestraat. Het Kasteel werd opgetrokken in Louis XVI stijl en werd ook het "Pennemans kasteel" genoemd.	
De zoon van Brunon-Bernard-Emmanuel, Ambroise-Joseph Penneman de Bosscheyde (1793-1852), had het Kasteel "Oude Wal" in Lovendegem als eigendom. Gelegen in een uitgestrekt boomrijk landschapspark met vijver en met ijskelder, was dit een van de voormalige lustgoeden van de familie Penneman de Bosscheyde. Het kasteel werd opgetrokken in het derde kwart van de 18e eeuw. 
Kasteel Zomergem aan de Route de Meerendree en Kasteel Rijvissche in Sint-Denijs-Westrem waren beide eigendom van Louis-Constant Penneman de Bosscheyde (1808-1891). Bij zijn overlijden in 1891, werd Kasteel Rijvissche verkocht aan Madeleine Delmotte.										

## Genealogie
- Jean Penneman 
  - Huwt met Jeanne Devos. Zij kregen vijf kinderen: Livin, François, Adrien, Paul en Jean II Penneman.

- Jean Penneman II
  - Trouwt in 1588 met jonkvrouw Marie Sercasen. Zij kregen twee kinderen: Claire en Jacques Penneman.
- Jacques Penneman
  - Jacques Penneman (1592-1630), huwde met jonkvrouw Anne vander Gracht en kreeg drie kinderen: Pierre, Adrienne en Jacques Penneman.
- Jacques Penneman
  - Jacques Penneman (-1657), advocaat en huwt in een eerste huwelijk met jonkvrouw Anne-Charlotte Helias. Hieruit volgt een zoon, Pierre-François Penneman. Zijn tweede huwelijk is met Jossine Van der Heyde. Hun zoon is Jacques-François Penneman.
- Jacques-Francois Penneman
  - Jacques-François Penneman (1646-1709) huwde met Françoise Van Biervliet. Zij kregen drie kinderen: Marie-Anne, Charles-Maximilien en Marie-Ernestine Penneman de Bosscheyde.
- Charles-Maximilien Penneman de Bosscheyde
  - Jonkheer Charles-Maximilien Penneman de Bosscheyde (1685-1729), advocaat aan de Raad van Vlaanderen, huwde met jonkvrouw Anne-Cathérine Stalins de Bosscheyde. Zij kregen: Isabelle-Jacqueline en Charles-François Penneman de Bosscheyde.
- Charles-François Penneman de Bosscheyde
  - Jonkheer Charles-François Penneman de Bosscheyde (1724-1800), heer van Bosscheyde, Ter Beke, Savari, Beugezeele etc., schepen van het burggraafschap Gent, Gentse Oudburg, advocaat in Raad van Vlaanderen in 1788 en bevestigd in de adel door Jozef II in 1790. Hij huwde met Marie-Philippe van Hamme. Zij kregen zeven kinderen: Jean-Charles-Philippe, Henri-Joseph-Guillaume, Marie-Anne-Françoise, Catherine-Angélique, Charlotte-Françoise, Joseph-Charles-Antoine en Brunon-Bernard-Emmanuel Penneman de Bosscheyde.
- Brunon-Bernard-Emmanuel Penneman de Bosscheyde
  - Jonkheer Brunon-Bernard-Emmanuel Penneman de Bosscheyde (1761-1832), advocaat burgerlijk recht, huwde in een eerste huwelijk met jonkvrouw Anne-Lucie-Bernardine Odemaer in 1789. Hieruit ontstonden drie kinderen uit eerste bed. Charles-Emmanuel, Brunon-Philippe-Jacques en Ambroise-Joseph Penneman de Bosscheyde. Bij een tweede huwelijk met Marie Roelandts, verkreeg hij negen kinderen: Charles-Eugène, François-Joseph, Therèse, Marie-Philippine-Josephine, Eugénie-Constance-Josèphe, Angelique, Béatrice, Mélanie en Louis-Constant Penneman de Bosscheyde.
- Louis-Constant Penneman de Bosscheyde
  - Jonkheer Louis-Constant Penneman de Bosscheyde (1808-1891) huwde met Delphine De Grave en keeg acht kinderen: Marie, Emma, Achille, Jules, Aline, Hector, Emerance en Eugène.
- Eugène Penneman de Bosscheyde
  - Jonkheer Eugène Penneman de Bosscheyde (1845-1927), onderzoeksrechter en rechter bij het hof van beroep te Gent, huwde met Marie-Antoinette Van Peteghem. Zij verkregen vier kinderen: Maurice, Marguerite, Georges (gestorven bij wiegendood) en Georges.
- Georges Penneman de Bosscheyde
  - Jonkheer Georges Penneman de Bosscheyde (1879-1951), was geneesheer radioloog in Gent. Hij huwde met Marguerite Stouffs en kreeg drie kinderen: Georges, Denise en Guy Penneman de Bosscheyde.
- Georges Penneman de Bosscheyde
  - Kolonel en commandant bij het Eerste Regiment Grenadiers in WO II. Hij werd vijf jaar in krijgsgevangenschap gehouden. Hij huwde met Marcelle Engels. Zij kregen een zoon; jonkheer Charles-François Penneman de Bosscheyde. De verderzetting van de naam Penneman de Bosscheyde hangt volledig af van zijn zoon, de in 2003 geboren jonkheer Léo Penneman de Bosscheyde.
- Charles_François Penneman de Bosscheyde
  - Jonkheer Charles-François Penneman de Bosscheyde is werkzaam aan de UCL en huwde met Colette Sartori. Zij kregen een zoon: jonkheer Léo Penneman de Bosscheyde (2003).
- Guy Penneman de Bosscheyde
  - Jonkheer Guy Penneman de Bosscheyde (1925-2002) was licentiaat Romaanse filologie. Hij huwde met Monique De Keyzer (1927-1990). Zij kregen twee kinderen: Georges en Isabelle Penneman de Bosscheyde.
- Georges Penneman de Bosscheyde
  - Jonkheer Georges Penneman de Bosscheyde (1955-2014), was geneesheer-specialist radiologie en huwde Karin Vandeveegaete. Zij kregen een dochter: jonkvrouw Aurélie Penneman de Bosscheyde.
- Aurélie Penneman de Bosscheyde
  - Jonkvrouw Aurélie Penneman de Bosscheyde (1991), master in de rechten.
- Isabelle Penneman de Bosscheyde
  - Jonkvrouw Isabelle Penneman de Bosscheyde studeerde kunstgeschiedenis en huwde met André Pousset. Zij kregen een dochter: Lucie Pousset.